# Großer Preis der USA 1986
Der Große Preis der USA 1986 (offiziell V Detroit Grand Prix) fand am 22. Juni auf dem Detroit Street Circuit in Detroit statt und war das siebte Rennen der Formel-1-Weltmeisterschaft 1986.

## Berichte

### Hintergrund
Da auf absehbare Zeit nicht mehr zwei Rennen pro Saison in den USA geplant waren, verzichtete man auf die Unterteilung in USA Ost und USA West und bezeichnete das Rennen nur noch als Großer Preis der USA beziehungsweise als Detroit Grand Prix.
Als Vertretung für Patrick Tambay, der sich von Fußverletzungen erholen musste, die er sich während des Warm-up zum Großen Preis von Kanada am Wochenende zuvor zugezogen hatte, wurde Eddie Cheever engagiert, der somit die Möglichkeit erhielt, seinen Heim-Grand-Prix zu bestreiten.
Christian Danners eigentlich bereits für den Kanada-GP vorgesehener Wechsel von Osella zu Arrows als Nachfolger von Marc Surer wurde nun vollzogen. Die Lücke, die Danner bei Osella hinterließ, wurde mit dem kanadischen Formel-1-Debütanten Allen Berg geschlossen.

### Training
Wie bereits drei Mal zu Saisonbeginn qualifizierte sich Ayrton Senna für die Pole-Position vor den beiden Williams-Teamkollegen, wobei Nigel Mansell diesmal vor Nelson Piquet lag. René Arnoux erreichte im Ligier JS27 den vierten Startplatz vor Ferrari-Pilot Stefan Johansson und Jacques Laffite im zweiten Ligier.

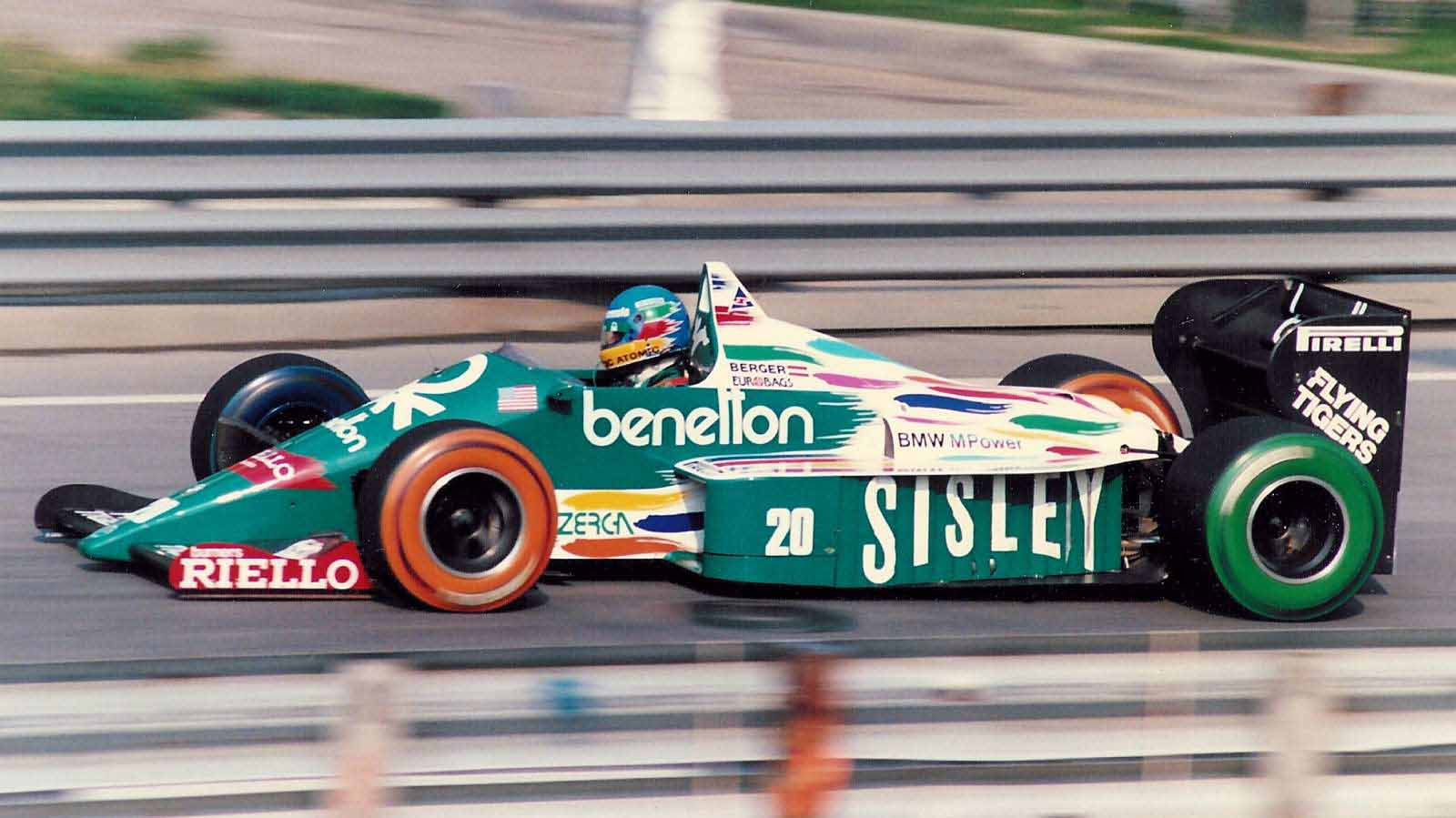
Gerhard Berger während des Rennens im Benetton.

### Rennen
Während der ersten Runde konnte Senna seine Spitzenposition verteidigen, musste sie jedoch im zweiten Umlauf infolge eines Schaltfehlers an Mansell übergeben. Dahinter folgte Arnoux vor Piquet und Johansson.
Aufgrund von Bremsproblemen fiel Mansell in der achten Runde wieder hinter Senna zurück. Auch Arnoux und Laffite zogen an dem Briten vorbei. Sie bildeten eine Ligier-Doppelführung, als Senna in der zwölften Runde aufgrund eines Reifenschadens einen unplanmäßigen Boxenstopp einlegen musste, der ihn auf den achten Rang zurückwarf. In Runde 18 wechselte die Führung zwischen den beiden Teamkollegen an der Spitze.
Während der regulären Boxenstopps zum Reifenwechseln erwiesen sich die Ligier-Mechaniker gegenüber denen der anderen um den Sieg kämpfenden Teams als langsamer. Da auch die Williams-Mechaniker keine perfekten Stopps durchführten, gelangte Senna in der 39. Runde wieder in Führung vor Piquet. Dahinter folgte Alain Prost vor den beiden Ligier-Piloten.
In der 42. Runde verunfallte Piquet. Arnoux kollidierte mit dessen Wagen und schied kurz darauf nach einer Kollision mit Thierry Boutsen ebenfalls aus. Während Senna mit deutlichem Vorsprung führte, duellierte sich Prost mit seinem Landsmann Laffite um den zweiten Rang. Durch Fehlzündungen behindert, musste der amtierende Weltmeister sich schließlich knapp geschlagen geben. Michele Alboreto wurde Vierter vor Mansell und Riccardo Patrese.

## Meldeliste
| Team                           | Nr. | Fahrer             | Chassis        | Motor                         | Reifen |
| ------------------------------ | --- | ------------------ | -------------- | ----------------------------- | ------ |
| Marlboro McLaren International | 01  | Alain Prost        | McLaren MP4/2C | TAG/Porsche TTE PO1 1.5 V6t   | G      |
| Marlboro McLaren International | 02  | Keke Rosberg       | McLaren MP4/2C | TAG/Porsche TTE PO1 1.5 V6t   | G      |
| Data General Team Tyrrell      | 03  | Martin Brundle     | Tyrrell 015    | Renault EF15 1.5 V6t          | G      |
| Data General Team Tyrrell      | 04  | Philippe Streiff   | Tyrrell 015    | Renault EF15 1.5 V6t          | G      |
| Canon Williams Honda Team      | 05  | Nigel Mansell      | Williams FW11  | Honda RA166E 1.5 V6t          | G      |
| Canon Williams Honda Team      | 06  | Nelson Piquet      | Williams FW11  | Honda RA166E 1.5 V6t          | G      |
| Motor Racing Developments      | 07  | Riccardo Patrese   | Brabham BT55   | BMW M12/13 1.5 L4t            | P      |
| Motor Racing Developments      | 08  | Derek Warwick      | Brabham BT55   | BMW M12/13 1.5 L4t            | P      |
| John Player Special Team Lotus | 11  | Johnny Dumfries    | Lotus 98T      | Renault EF15B 1.5 V6t         | G      |
| John Player Special Team Lotus | 12  | Ayrton Senna       | Lotus 98T      | Renault EF15B 1.5 V6t         | G      |
| West Zakspeed Racing           | 14  | Jonathan Palmer    | Zakspeed 861   | Zakspeed 1500/4 1.5 L4t       | G      |
| West Zakspeed Racing           | 29  | Huub Rothengatter  | Zakspeed 861   | Zakspeed 1500/4 1.5 L4t       | G      |
| Team Haas (USA) Ltd            | 15  | Alan Jones         | Lola THL2      | Ford Cosworth GBA 1.5 V6t     | G      |
| Team Haas (USA) Ltd            | 16  | Eddie Cheever      | Lola THL2      | Ford Cosworth GBA 1.5 V6t     | G      |
| Barclay Arrows BMW             | 17  | Christian Danner   | Arrows A8      | BMW M12/13 1.5 L4t            | G      |
| Barclay Arrows BMW             | 18  | Thierry Boutsen    | Arrows A8      | BMW M12/13 1.5 L4t            | G      |
| Benetton Formula Ltd           | 19  | Teo Fabi           | Benetton B186  | BMW M12/13 1.5 L4t            | P      |
| Benetton Formula Ltd           | 20  | Gerhard Berger     | Benetton B186  | BMW M12/13 1.5 L4t            | P      |
| Osella Squadra Corse           | 21  | Piercarlo Ghinzani | Osella FA1G    | Alfa Romeo 890T 1.5 V8t       | P      |
| Osella Squadra Corse           | 22  | Allen Berg         | Osella FA1G    | Alfa Romeo 890T 1.5 V8t       | P      |
| Minardi F1 Team                | 23  | Andrea de Cesaris  | Minardi M185B  | Motori Moderni 615-90 1.5 V6t | P      |
| Minardi F1 Team                | 24  | Alessandro Nannini | Minardi M185B  | Motori Moderni 615-90 1.5 V6t | P      |
| Équipe Ligier                  | 25  | René Arnoux        | Ligier JS27    | Renault EF15 1.5 V6t          | P      |
| Équipe Ligier                  | 26  | Jacques Laffite    | Ligier JS27    | Renault EF15 1.5 V6t          | P      |
| Scuderia Ferrari SpA SEFAC     | 27  | Michele Alboreto   | Ferrari F1/86  | Ferrari 032 1.5 V6t           | G      |
| Scuderia Ferrari SpA SEFAC     | 28  | Stefan Johansson   | Ferrari F1/86  | Ferrari 032 1.5 V6t           | G      |

## Klassifikationen

### Qualifying
| Pos. | Fahrer             | Konstrukteur           | Qualifikationstraining 1 | Qualifikationstraining 1 | Qualifikationstraining 2 | Qualifikationstraining 2 | Start |
| Pos. | Fahrer             | Konstrukteur           | Zeit                     | Ø-Geschwindigkeit        | Zeit                     | Ø-Geschwindigkeit        | Start |
| ---- | ------------------ | ---------------------- | ------------------------ | ------------------------ | ------------------------ | ------------------------ | ----- |
| 01   | Ayrton Senna       | Lotus-Renault          | 1:40,301                 | 144,393 km/h             | 1:38,301                 | 147,331 km/h             | 01    |
| 02   | Nigel Mansell      | Williams-Honda         | 1:39,490                 | 145,570 km/h             | 1:38,839                 | 146,529 km/h             | 02    |
| 03   | Nelson Piquet      | Williams-Honda         | 1:41,510                 | 142,674 km/h             | 1:39,076                 | 146,179 km/h             | 03    |
| 04   | René Arnoux        | Ligier-Renault         | 1:43,166                 | 140,383 km/h             | 1:39,689                 | 145,280 km/h             | 04    |
| 05   | Stefan Johansson   | Ferrari                | 1:42,989                 | 140,625 km/h             | 1:40,312                 | 144,378 km/h             | 05    |
| 06   | Jacques Laffite    | Ligier-Renault         | 1:45,236                 | 137,622 km/h             | 1:40,676                 | 143,856 km/h             | 06    |
| 07   | Alain Prost        | McLaren-TAG-Porsche    | 1:43,368                 | 140,109 km/h             | 1:40,715                 | 143,800 km/h             | 07    |
| 08   | Riccardo Patrese   | Brabham-BMW            | 1:43,664                 | 139,709 km/h             | 1:40,819                 | 143,651 km/h             | 08    |
| 09   | Keke Rosberg       | McLaren-TAG-Porsche    | 1:43,732                 | 139,617 km/h             | 1:40,848                 | 143,610 km/h             | 09    |
| 10   | Eddie Cheever      | Lola-Ford              | 1:46,499                 | 135,990 km/h             | 1:41,540                 | 142,631 km/h             | 10    |
| 11   | Michele Alboreto   | Ferrari                | 1:44,296                 | 138,862 km/h             | 1:41,606                 | 142,539 km/h             | 11    |
| 12   | Gerhard Berger     | Benetton-BMW           | 1:43,759                 | 139,581 km/h             | 1:41,836                 | 142,217 km/h             | 12    |
| 13   | Thierry Boutsen    | Arrows-BMW             | 1:45,711                 | 137,004 km/h             | 1:42,279                 | 141,601 km/h             | 13    |
| 14   | Johnny Dumfries    | Lotus-Renault          | 1:45,846                 | 136,829 km/h             | 1:42,511                 | 141,280 km/h             | 14    |
| 15   | Derek Warwick      | Brabham-BMW            | 1:44,890                 | 138,076 km/h             | 1:42,558                 | 141,216 km/h             | 15    |
| 16   | Martin Brundle     | Tyrrell-Renault        | 1:45,250                 | 137,604 km/h             | 1:42,815                 | 140,863 km/h             | 16    |
| 17   | Teo Fabi           | Benetton-BMW           | 1:48,912                 | 132,977 km/h             | 1:43,658                 | 139,717 km/h             | 17    |
| 18   | Philippe Streiff   | Tyrrell-Renault        | 1:47,478                 | 134,751 km/h             | 1:43,796                 | 139,531 km/h             | 18    |
| 19   | Christian Danner   | Arrows-BMW             | 1:48,855                 | 133,047 km/h             | 1:44,259                 | 138,912 km/h             | 19    |
| 20   | Jonathan Palmer    | Zakspeed               | 1:49,812                 | 131,887 km/h             | 1:44,401                 | 138,723 km/h             | 20    |
| 21   | Alan Jones         | Lola-Ford              | 1:45,421                 | 137,381 km/h             | 1:44,450                 | 138,658 km/h             | 21    |
| 22   | Piercarlo Ghinzani | Osella-Alfa Romeo      | 1:49,067                 | 132,788 km/h             | 1:45,059                 | 137,854 km/h             | 22    |
| 23   | Andrea de Cesaris  | Minardi-Motori Moderni | 1:47,359                 | 134,901 km/h             | 1:46,705                 | 135,727 km/h             | 23    |
| 24   | Alessandro Nannini | Minardi-Motori Moderni | 1:47,230                 | 135,063 km/h             | keine Zeit               | –                        | 24    |
| 25   | Allen Berg         | Osella-Alfa Romeo      | 1:56,741                 | 124,059 km/h             | 1:48,682                 | 133,258 km/h             | 25    |
| 26   | Huub Rothengatter  | Zakspeed               | 1:49,680                 | 132,046 km/h             | keine Zeit               | –                        | 26    |

### Rennen
| Pos. | Fahrer             | Konstrukteur           | Runden | Stopps | Zeit        | Start | Schnellste Runde |
| ---- | ------------------ | ---------------------- | ------ | ------ | ----------- | ----- | ---------------- |
| 01   | Ayrton Senna       | Lotus-Renault          | 63     | 1      | 1:51:12,847 | 01    | 1:41,981 (42.)   |
| 02   | Jacques Laffite    | Ligier-Renault         | 63     | 1      | + 31,017    | 06    | 1:43,416 (40.)   |
| 03   | Alain Prost        | McLaren-TAG-Porsche    | 63     | 0      | + 31,824    | 07    | 1:43,293 (39.)   |
| 04   | Michele Alboreto   | Ferrari                | 63     | 0      | + 1:30,936  | 11    | 1:43,619 (54.)   |
| 05   | Nigel Mansell      | Williams-Honda         | 62     | 0      | + 1 Runde   | 02    | 1:43,051 (29.)   |
| 06   | Riccardo Patrese   | Brabham-BMW            | 62     | 0      | + 1 Runde   | 08    | 1:44,698 (23.)   |
| 07   | Johnny Dumfries    | Lotus-Renault          | 61     | 0      | + 2 Runden  | 14    | 1:45,434 (38.)   |
| 08   | Jonathan Palmer    | Zakspeed               | 61     | 0      | + 2 Runden  | 20    | 1:46,756 (52.)   |
| 09   | Philippe Streiff   | Tyrrell-Renault        | 61     | 0      | + 2 Runden  | 18    | 1:46,869 (47.)   |
| 10   | Derek Warwick      | Brabham-BMW            | 60     | 0      | + 3 Runden  | 15    | 1:46,136 (52.)   |
| –    | Christian Danner   | Arrows-BMW             | 51     | 0      | DNF         | 19    | 1:49,499 (18.)   |
| –    | René Arnoux        | Ligier-Renault         | 46     | 1      | DNF         | 04    | 1:42,921 (46.)   |
| –    | Thierry Boutsen    | Arrows-BMW             | 44     | 0      | DNF         | 13    | 1:47,005 (40.)   |
| –    | Andrea de Cesaris  | Minardi-Motori Moderni | 43     | 0      | DNF         | 23    | 1:46,621 (36.)   |
| –    | Nelson Piquet      | Williams-Honda         | 41     | 1      | DNF         | 03    | 1:41,233 (41.)   |
| –    | Stefan Johansson   | Ferrari                | 40     | 0      | DNF         | 05    | 1:44,864 (21.)   |
| –    | Teo Fabi           | Benetton-BMW           | 38     | 0      | DNF         | 17    | 1:47,122 (07.)   |
| –    | Eddie Cheever      | Lola-Ford              | 37     | 0      | DNF         | 10    | 1:45,836 (27.)   |
| –    | Alan Jones         | Lola-Ford              | 33     | 0      | DNF         | 21    | 1:46,579 (19.)   |
| –    | Allen Berg         | Osella-Alfa Romeo      | 28     | 0      | DNF         | 25    | 1:53,507 (04.)   |
| –    | Martin Brundle     | Tyrrell-Renault        | 15     | 0      | DNF         | 16    | 1:47,819 (12.)   |
| –    | Piercarlo Ghinzani | Osella-Alfa Romeo      | 14     | 0      | DNF         | 22    | 1:51,711 (05.)   |
| –    | Keke Rosberg       | McLaren-TAG-Porsche    | 12     | 0      | DNF         | 09    | 1:45,254 (12.)   |
| –    | Gerhard Berger     | Benetton-BMW           | 8      | 0      | DNF         | 12    | 1:45,914 (04.)   |
| –    | Alessandro Nannini | Minardi-Motori Moderni | 3      | 0      | DNF         | 24    | 1:53,122 (02.)   |
| DNS  | Huub Rothengatter  | Zakspeed               | –      | –      | –           | 26    | –                |

## WM-Stände nach dem Rennen
Die ersten sechs des Rennens bekamen 9, 6, 4, 3, 2 bzw. 1 Punkt(e). In der Fahrerwertung wurden die besten elf Resultate, in der Konstrukteurswertung alle Resultate gewertet.

### Fahrerwertung
| Pos. | Fahrer           | Konstrukteur        | Punkte |
| ---- | ---------------- | ------------------- | ------ |
| 01   | Ayrton Senna     | Lotus-Renault       | 36     |
| 02   | Alain Prost      | McLaren-TAG-Porsche | 33     |
| 03   | Nigel Mansell    | Williams-Honda      | 29     |
| 04   | Nelson Piquet    | Williams-Honda      | 19     |
| 05   | Keke Rosberg     | McLaren-TAG-Porsche | 14     |
| 06   | Jacques Laffite  | Ligier-Renault      | 13     |
| 07   | Stefan Johansson | Ferrari             | 7      |
| 08   | René Arnoux      | Ligier-Renault      | 6      |
| 09   | Michele Alboreto | Ferrari             | 6      |
| 10   | Gerhard Berger   | Benetton-BMW        | 6      |
| 11   | Riccardo Patrese | Brabham-BMW         | 2      |
| 12   | Teo Fabi         | Benetton-BMW        | 2      |
| 13   | Martin Brundle   | Tyrrell-Renault     | 2      |
| 14   | Thierry Boutsen  | Arrows-BMW          | 0      |
| 15   | Philippe Streiff | Tyrrell-Renault     | 0      |

| Pos. | Fahrer             | Konstrukteur                   | Punkte |
| ---- | ------------------ | ------------------------------ | ------ |
| 16   | Johnny Dumfries    | Lotus-Renault                  | 0      |
| 17   | Jonathan Palmer    | Zakspeed                       | 0      |
| 18   | Elio de Angelis    | Brabham-BMW                    | 0      |
| 19   | Patrick Tambay     | Lola-Hart/-Ford                | 0      |
| 20   | Marc Surer         | Arrows-BMW                     | 0      |
| 21   | Alan Jones         | Lola-Hart/-Ford                | 0      |
| 22   | Derek Warwick      | Brabham-BMW                    | 0      |
| 23   | Huub Rothengatter  | Zakspeed                       | 0      |
| –    | Christian Danner   | Osella-Alfa Romeo / Arrows-BMW | 0      |
| –    | Alessandro Nannini | Minardi-Motori Moderni         | 0      |
| –    | Andrea de Cesaris  | Minardi-Motori Moderni         | 0      |
| –    | Piercarlo Ghinzani | Osella-Alfa Romeo              | 0      |
| –    | Eddie Cheever      | Lola-Hart/-Ford                | 0      |
| –    | Allen Berg         | Osella-Alfa Romeo              | 0      |

### Konstrukteurswertung
| Pos. | Konstrukteur        | Punkte |
| ---- | ------------------- | ------ |
| 01   | Williams-Honda      | 48     |
| 02   | McLaren-TAG-Porsche | 47     |
| 03   | Lotus-Renault       | 36     |
| 04   | Ligier-Renault      | 19     |
| 05   | Ferrari             | 13     |
| 06   | Benetton-BMW        | 8      |
| 07   | Brabham-BMW         | 2      |

| Pos. | Konstrukteur           | Punkte |
| ---- | ---------------------- | ------ |
| 08   | Tyrrell-Ford           | 2      |
| 09   | Arrows-BMW             | 0      |
| 10   | Zakspeed               | 0      |
| 11   | Lola-Hart/-Ford        | 0      |
| –    | Osella-Alfa Romeo      | 0      |
| –    | Minardi-Motori Moderni | 0      |